# Liste der Einträge im National Register of Historic Places im Green County (Wisconsin)

Lage des Green County in Wisconsin

Die Liste der Einträge im National Register of Historic Places im Green County in Wisconsin führt alle Bauwerke und historischen Stätten im Green County auf, die in das National Register of Historic Places aufgenommen wurden.

## Legende
| NRHP | Historic Place    |
| HD   | Historic District |

## Aktuelle Einträge
| [ 2 ] | Name                                             | Bild                                             | Eintragsdatum        | Lage | Ort                | Beschreibung |
| ----- | ------------------------------------------------ | ------------------------------------------------ | -------------------- | --- | ------------------ | --- |
| 1     | Judge John A. Bingham House                      | Judge John A. Bingham House                      | 1976 ID-Nr. 76000063 | 621 14th Avenue 42° 36′ 21″ N, 89° 38′ 31″ W                                                                        | Monroe             | |
| 2     | Gen. James Bintliff House                        | Gen. James Bintliff House                        | 1979 ID-Nr. 79000080 | 723 18th Avenue 42° 36′ 17″ N, 89° 38′ 15″ W                                                                        | Monroe             | 1858 im neugotischen Stil errichtetes Wohnhaus |
| 3     | Dr. Samuel Blumer House                          | Dr. Samuel Blumer House                          | 1992 ID-Nr. 92001556 | 112 6th Avenue 42° 48′ 53″ N, 89° 38′ 5″ W                                                                          | New Glarus         | |
| 4     | Cadiz Township Joint District No. 2 School       | Cadiz Township Joint District No. 2 School       | 1996 ID-Nr. 96000419 | 214 School Street 42° 34′ 34″ N, 89° 47′ 24″ W                                                                      | Browntown          | |
| 5     | Caradine Building                                | Caradine Building                                | 1979 ID-Nr. 79000081 | 1007 16th Avenue 42° 36′ 7″ N, 89° 38′ 24″ W                                                                        | Monroe             | |
| 6     | Frank L. Chenoweth House                         | Frank L. Chenoweth House                         | 1976 ID-Nr. 76000064 | 2004 10th Street 42° 36′ 7″ N, 89° 38′ 5″ W                                                                         | Monroe             | |
| 7     | Chicago, Milwaukee and Saint Paul Railroad Depot | Chicago, Milwaukee and Saint Paul Railroad Depot | 2000 ID-Nr. 00000359 | 418 Railroad Street 42° 49′ 0″ N, 89° 37′ 57″ W                                                                     | New Glarus         | 1887 errichtetes Bahnhofsgebäude |
| 8     | Cleveland’s Hall and Blacksmith Shop             | Cleveland’s Hall and Blacksmith Shop             | 2010 ID-Nr. 09001220 | N7302 County Trunk Highway X 42° 46′ 12″ N, 89° 28′ 50,4″ W                                                         | Attica             | 1873 als Schmiede errichtet; 1883 von Benjamin K. Cleveland gekauft und zur Tanzhalle umgebaut; 1899 von der Organisation Modern Woodmen of America verkauft |
| 9     | Exchange Square Historic District                | Exchange Square Historic District                | 1984 ID-Nr. 84000724 | Abgegrenzt durch 10th Street, die Eisenbahngleise, East 2nd Street und West 3rd Avenue 42° 37′ 11″ N, 89° 22′ 37″ W | Brodhead           | Die alte Innenstadt von Brodhead um den Exchange Square, einschließlich des Farmer’s Hotels von 1856, der Gombar-Laube-Halle von 1868, des hochviktorianischen neogotischen Pfisterer-Gebäudes von 1869, der Bartlett Wagon and Carriage Factory dem Chicago, Milwaukee und St. Paul Depot und dem Laube Building (im Bild). |
| 10    | First Methodist Church                           | First Methodist Church                           | 1975 ID-Nr. 75000065 | 11th Street und 14th Avenue 42° 36′ 6″ N, 89° 38′ 34″ W                                                             | Monroe             | 1869-1887 im neugotischen Stil errichtetes Kirchengebäude; 1876 vom Monroe Arts Center gekauft und als Kulturzentrum eröffnet |
| 11    | Freitag Homestead                                | Freitag Homestead                                | 2005 ID-Nr. 05001302 | N7053 WI 69/39 42° 45′ 35″ N, 89° 36′ 58″ W                                                                         | Town of Washington | 1862 bis 1906 errichtetes Wohnhaus |
| 12    | Freitag’s Pure Oil Service Station               | Freitag’s Pure Oil Service Station               | 1980 ID-Nr. 80000139 | 1323 9th Street 42° 36′ 11″ N, 89° 38′ 28″ W                                                                        | Monroe             | 1935 errichtete Tankstelle der Firma Pure Oil (später Unocal) |
| 13    | Green County Courthouse                          | Green County Courthouse                          | 1978 ID-Nr. 78000097 | Courthouse Square 42° 36′ 6″ N, 89° 38′ 21″ W                                                                       | Monroe             | 1891 im Richardsonian-Romanesque-Stil errichtetes Justiz- und Verwaltungsgebäude |
| 14    | Hefty-Blum Farmstead                             | Hefty-Blum Farmstead                             | 2000 ID-Nr. 00000601 | W6303 Hefty Road 42° 45′ 49″ N, 89° 40′ 20″ W                                                                       | Town of Washington | |
| 15    | C.D. Hulburt House                               | C.D. Hulburt House                               | 1979 ID-Nr. 79000082 | 1205 13th Avenue 42° 36′ 0″ N, 89° 38′ 37″ W                                                                        | Monroe             | |
| 16    | Janet Jennings House                             | Janet Jennings House                             | 1976 ID-Nr. 76000065 | 612 22nd Avenue 42° 36′ 21″ N, 89° 37′ 56″ W                                                                        | Monroe             | |
| 17    | Monroe Commercial District                       | Monroe Commercial District                       | 1982 ID-Nr. 82000671 | Abgegrenzt durch 15th Avenue, 18th Avenue, 9th Street und 13th Street 42° 36′ 4″ N, 89° 38′ 24″ W                   | Monroe             | |
| 18    | Monroe Water Tower                               | Monroe Water Tower                               | 2005 ID-Nr. 05001290 | 16th Avenue Ecke 20th Street 42° 35′ 43″ N, 89° 38′ 23″ W                                                           | Monroe             | 1889 errichteter Wasserturm |
| 19    | New Glarus Public School and High School         | New Glarus Public School and High School         | 1998 ID-Nr. 98000284 | 413 6th Avenue 42° 48′ 51″ N, 89° 38′ 17″ W                                                                         | New Glarus         | |
| 20    | New Glarus Town Hall                             | New Glarus Town Hall                             | 2008 ID-Nr. 08000286 | 206 2nd Street 42° 49′ 5″ N, 89° 38′ 6,4″ W                                                                         | New Glarus         | 1886 errichtetes früheres Rathaus |
| 21    | Jacob Regez, Sr. House                           | Jacob Regez, Sr. House                           | 1980 ID-Nr. 80000140 | 2121 7th Street 42° 36′ 19″ N, 89° 37′ 56″ W                                                                        | Monroe             | 1901 im Queen Anne Style errichtetes Wohnhaus |
| 22    | Francis West Smith House                         | Francis West Smith House                         | 1979 ID-Nr. 79000083 | 1002 West 2nd Avenue 42° 37′ 14″ N, 89° 22′ 40″ W                                                                   | Brodhead           | |
| 23    | John C. and Barbara Steinman House               | John C. and Barbara Steinman House               | 2003 ID-Nr. 03001215 | 330 South Monroe Street 42° 44′ 34″ N, 89° 35′ 42″ W                                                                | Monticello         | |
| 24    | Gen. Francis H. West House                       | Gen. Francis H. West House                       | 1975 ID-Nr. 75000066 | 1410 17th Avenue 42° 35′ 53″ N, 89° 38′ 15″ W                                                                       | Monroe             | 1860 aus Ziegeln als Oktogonalbau errichtetes Wohnhaus des Generals Francis H. West |
| 25    | F. F. White Block                                | F. F. White Block                                | 1979 ID-Nr. 79000084 | 1514-1524 11th Street 42° 36′ 3″ N, 89° 38′ 23″ W                                                                   | Monroe             | |